# Тенуто
Тену̀то (на италиански: tenuto – минало причастие на глагола tenere – държа, задържам) е музикален термин, свързан с артикулацията. Означава задържане при изпълнение на тона до неговата пълна стойност без съкращение. Отбелязва се с къса чертичка под или над дадената в нотния текст нота.